# Lhez
Lhez – miejscowość i gmina we Francji, w regionie Oksytania, w departamencie Pireneje Wysokie.
Według danych na rok 1990 gminę zamieszkiwało 81 osób, a gęstość zaludnienia wynosiła 92 osoby/km² (wśród 3020 gmin regionu Midi-Pyrénées Lhez plasuje się na 982. miejscu pod względem liczby ludności, natomiast pod względem powierzchni na miejscu 1758.).